# Détective Conan : Le Chasseur noir de jais
Détective Conan : Le Chasseur noir de jais (名探偵コナン 漆黒の追跡者, Meitantei Konan: Shikkoku no Cheisā) est un film d'animation japonais réalisé par Yasuichiro Yamamoto, sorti en 2009.
Il s'agit du treizième film  tiré du manga Détective Conan.

## Synopsis
La fête du Tanabata arrive bientôt. Kogoro Mouri est appelé pour assister à une conférence de police traitant de meurtres en série, où plusieurs points communs ont été constatés entre les décès, dont une tuile de mah-jong retrouvée sur les lieux du crime. Mais ce qui se relève à première vue être une affaire anodine prend une tout autre tournure lorsque Conan se rend compte qu'un membre de l'Organisation était présent à cette réunion.
La question se pose : l'Organisation a-t-elle quelque chose à voir avec ces meurtres ? Il découvre la réponse plus tard lors d'un face à face avec Vermouth…
Après la mort suspecte d'un homme dans un accident de voiture, les agents de police de nombreuses villes du Japon décident de travailler en commun sur ce qui semble être l'œuvre d'un tueur en série. En effet, sur chaque mort, on a retrouvé une tuile de mah-jong à 7 cercles dont un coloré en rouge, avec une lettre au dos barré verticalement.
Le détective Mouri est invité à rejoindre le groupe d'enquêtes, composé de tous les agents de police que Conan a pu croiser. Après la réunion, Conan découvre qu'un homme de l'Organisation noire était présent. L'inspecteur Yamamura lui ayant rapporté que quelqu'un avait composé sur son téléphone portable le début de la mélodie de Nanatsu no Ko, que Conan sait être l'adresse de courrier électronique du chef de l'organisation et que, de plus, Conan a vu la Porsche de Gin devant le Commissariat. Il n'a cependant aucun indice sur la raison de leur présence à cette réunion.
Il le découvre le jour du Tanabata de la bouche de Vermouth, intervenue dans l'arrestation d'un suspect dans un centre commercial : l'un des morts était membre de l'organisation, en possession d'une carte mémoire contenant toutes les informations sur les opérations en cours de l'organisation, que Irish, le membre infiltré, doit retrouver.
Avec l'aide de Heiji Hattori, Conan découvre que le mobile du tueur viendrait d'un incendie dans un hôtel à Kyoto, deux ans auparavant, où une jeune femme Nanako Honjo, a trouvé la mort. Les sept cercles de la tuile représenteraient les sept personnes qui ont pris l'ascenseur, laissant Nanako mourir.
En découvrant que Nanako et son petit-ami admiraient les étoiles par son voisin, Conan se rend compte que les scènes de crime forment la Grande Ourse et l'Étoile polaire (les lettres désignaient chaque étoile des constellations), et que le dernier crime sera à la Tour de Tokyo. Il retrouve sur place Kosuke Mizutani, le petit-ami de Nanako, sur le point de se suicider, alors que Conan sait qu'il n'est pas l'assassin : le coupable est le frère de Nanako, Kazuki, qui avoue que Nanako s'est sacrifié pour sauver les sept personnes dans l'ascenseur, puisqu'il était l'un d'entre eux. Le perfectionnisme de Kazuki et le fait d'utiliser les étoiles l'ont trahi.
Dans l'intervalle, Mouri, ainsi que les inspecteurs Sato et Takagi, résolvent aussi l'affaire, mais les policiers reçoivent un appel du professeur Agasa : lui et les Détectives Boys ont découvert que quelqu'un collait les ailes de scarabées en V, ce qu'Agasa a identifié comme un appel au secours (en référence à Help!, cinquième (V) album des Beatles, pour scarabée).
Tous découvrent ainsi que Irish s'est déguisé en superintendant Matsumoto. Malgré une intervention de Ran, qui a appris que Conan était à la tour, Irish parvient à trouver la carte mémoire. Il rejoint le sommet pour retrouver un hélicoptère avec Gin, Vodka, Korn et Chainti, qui le tue d'un tir de fusil, détruisant aussi la carte mémoire. Conan parvient à fuir en utilisant le nouveau modèle de bretelles du professeur Agasa, et endommage l'hélicoptère qui va se crasher plus loin.

## Fiche technique
- Titre original : Meitantei Konan: Shikkoku no Chaser (名探偵コナン 漆黒の追跡者?)
- Titre français : Détective Conan : Le Chasseur noir de jais
- Réalisation : Yasuichiro Yamamoto
- Scénario : Kazunari Kōchi
- Musique originale : Katsuo Ōno
- Société de distribution : Tōhō
- Pays :  Japon
- Langue : japonais
- Date de sortie : 
  - Japon : 18 avril 2009, octobre 2009 (sortie DVD)
  - Corée du Sud : 30 juillet 2009